# Hugo Weczerka
Hugo Weczerka (ur. 25 marca 1930 w Cajvana, Bukowina, zm. 2 kwietnia 2021 w Marburgu) – niemiecki historyk. Do 1995 dyrektor Instytutu Herdera.

## Wybrane publikacje
- Die Deutschen im Buchenland. In: „Der Göttinger Arbeitskreis Schriftenreihe”. Heft 51, Holzner Verlag, Würzburg 1954.
- Stände und Landesherrschaft in Ostmitteleuropa in der frühen Neuzeit. Verlag Herder-Institut, Marburg 1995